# Stolzembourg
Stolzembourg (en luxemburguès: Stolzebuerg; en alemany: Stolzembourg) és una vila de la comuna de Putscheid situada al districte de Diekirch del cantó de Vianden. Està a uns 40 km de distància de la ciutat de Luxemburg.